# Büssing D38
Büssing D38 to piętrowy autobus miejski, produkowany przez niemiecką firmę Büssing. Z przodu pojazd posiadał drzwi przesuwne, natomiast z tyłu znajdował się "pomost" stanowiący także wejście na schody prowadzące na górny pokład. Na tymże pokładzie znajdowały się w zasadzie wyłącznie miejsca siedzące. Stanie uniemożliwiał nisko umieszczony sufit.